# Apois orientals
Els apois orientals són els membres de la tribu ijaw d'Apoi Oriental. Viuen al centre de l'estat de Bayelsa, al sud de Nigèria. Els poblats apois són: Keme-ebiama, Kolokologbene, Ogboinbiri, Sampou, Gbaran, Kassama i Azama. Alguns emigrants apois orientals s'han establert entre el clan dels apois occidentals, a l'estat d'Ondo fa centenars d'anys. Els arogbos també tracen el seu origen des d'una migració de la ciutat apoi de Gbaran.
L'apoi és un dialecte de la llengua izon.

## Esdeveniments en el conflicte del petroli del delta del riu Níger
El 28 de juliol de 2006 joves d'Obgoinbiri van mantenir com a ostatges 8 soldats i 16 civils de l'estació de petroli de l'AGIP d'Ogboinbiri. Reclamaven treball per als joves de la zona i que se'ls retornés els vaixells que se'ls havien confiscat. El 17 de juny del 2007 dotze soldats nigerians foren fets ostatges quan militants van envair l'estació petrolera d'AGIP d'Ogboinbiri. Anteriorment, militars nigerians havien mort nou joves a la zona apoi, cosa que va provocar una represa dels atacs dels joves.